# Hermann Stolte
Hermann Albert Wilhelm Stolte (* 15. Januar 1865 in Potsdam; † 1946 in Eisenach) war ein deutscher Mediziner und Hochschullehrer.

## Leben
Hermann Albert Wilhelm Stolte war der Sohn des Geheimen Rechnungsrats Hermann Stolte (1819–1914), einem Bruder des Königlichen Hofarztes Theodor Stolte, und dessen Ehefrau Agnes Schrader (1836–1921), Tochter des Hamburger Großkaufmanns Albert Friedrich Schrader (1797–1858).
Er gehörte der Kaiser-Wilhelm-Akademie in Berlin vom 30. März 1885 bis 1. Oktober 1889 an. Am 6. April 1889 wurde er promoviert. 1890 wurde er zum Assistenzarzt befördert. Bis zum 17. Mai 1902 war er im aktiven Dienst, er schied als Stabsarzt, Bataillonsarzt beim Anhaltischen Infanterie-Regiment Nr. 93 in Zerbst, aus. Anschließend ließ er sich als Facharzt für HNO-Krankheiten in England nieder.
Um 1904 verließ er England, um in Amerika zu arbeiten. Von 1906 bis 1912 lehrte er als Professor für Laryngologie und Rhinologie an der Marquette University in Milwaukee, Wisconsin.
Im Jahre 1914, kurz vor Beginn des Ersten Weltkriegs, entschloss er sich, nach Deutschland zurückzukehren. Nach dem Krieg zog er nach Eisenach und eröffnete dort eine HNO-Praxis.
Am 6. Juni 1894 ehelichte er Anna Friederike Vorkastner (* Potsdam 23. Mai 1871). Die Trauung vollzog Pfarrer Max Stolte.
Am 18. Januar 1907 ehelichte er Helene Gray (* 18. August 1868 in Moskau).